# Гучланд (окръг, Вирджиния)
Окръг Гучланд (на английски: Goochland County) е окръг в щата Вирджиния, Съединени американски щати. Площта му е 751 km², а населението - 16 863 души (2000). Административен център е населеното място Гучланд.
1. ↑  data.census.gov //   Посетен на 1 януари 2022 г.